# Imperiul Spaniol
Imperiul Spaniol a fost unul dintre cele mai întinse imperii din istorie și unul dintre primele imperii globale. Primul pas în crearea acestui imperiu a fost făcut în mod involuntar de către Cristofor Columb în 1492.
Începuturile
După descoperirea Americilor, Spania a pus bazele unor coloni în Cuba, Jamaica,Puerto Rico, Nicaraguei, Columbiei Floridei, Panama, etc. 

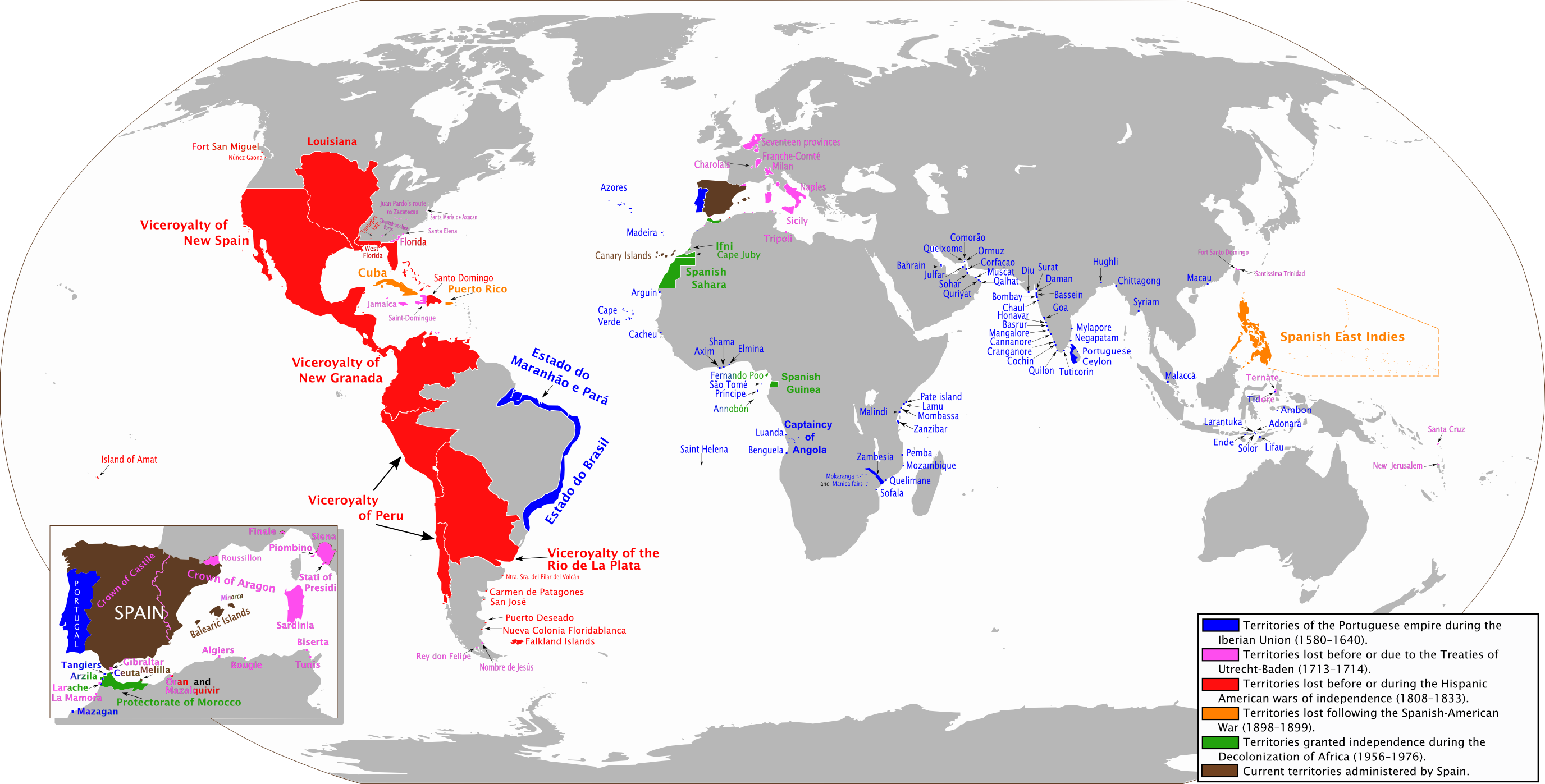
Imperiul spaniol în decursul istoriei sale.

După războaiele italiene, Franța a fost obligata sa recunoască suveranitatea Spaniolă asupra Siciliei și Neapolului. Spania, din ce în ce mai puternică, încercă să invadeze Nordul Africii, controlat de Musulmani. Teritorii din Algeria și Libia de astăzi au fost încorporate în Imperiu. Totuși, Spania și-a dat seama că nu este invincibilă când Nava Invincibilă Armada a fost distrusă de flota engleză.

Spania Habsburgică (1516-1700)
Teritorii ca Philipine, Mexic, Argentina, Chile, Milano, Sardinia, Olanda (țările de jos Spaniole) și Venezuela au trecut sub conducerea Imperiului Spaniol în timpul dominației Habsburgice. 
Pe la Mijlocul secolului 16, Armata Spaniolă a pierdut Războiul de Independență al Olandei și numeroase războaie cu Franța. Deși nu a pierdut nici o colonie semnificativă, revoltele deveneau tot mai costisitoare pentru armata și economia Spaniolă. Problemele interne au scos încet-încet  Spania din Topul puterilor mondiale.  